# British Comedy Awards 1997
La VIII edizione dei British Comedy Awards si tenne nel 1997 e venne presentata da Jonathan Ross.

## Vincitori
- Miglior commedia televisiva esordiente - The Harry Hill Show
- Miglior attore in una commedia televisiva - The Fast Show
- Miglior attrice in una commedia televisiva - Dawn French
- Miglior debutto in una commedia televisiva - Graham Norton
- Miglior personalità della BBC1 - Caroline Aherne
- Miglior personalità della ITV -  Cilla Black
- Miglior personalità della BBC2 -  Paul Whitehouse
- Miglior commedia internazionale - The Larry Sanders Show
- Miglior sitcom della ITV - Faith in the Future
- Miglior sitcom della BBC - One Foot in the Grave - Special di Natale
- Miglior sitcom di C4 - Father Ted - Special di Natale
- Miglior commedia drammatica della ITV - Cold Feet
- Miglior commedia drammatica della BBC - The Missing Postman
- Miglior commedia per bambini - My Dad's A Boring Nerd
- Miglior programma di intrattenimento - An Evening With Lily Savage
- Migliore film commedia - Full Monty - Squattrinati organizzati
- Miglior commedia radiofonica - People Like Us
- La più divertente commedia del momento - Only Fools and Horses
- Miglior esibizione comica - Jack Dee
- Premio WGGB per il miglior commediografo - Ray Galton e Alan Simpson
- People's choice - Only Fools and Horses
- Premio alla carriera - Stanley Baxter